# Angsjön (Norra Unnaryds socken, Småland)
Angsjön är en sjö i Jönköpings kommun i Småland och ingår i Nissans huvudavrinningsområde. Sjön är 9,5 meter djup, har en yta på 0,0924 kvadratkilometer och är belägen 222 meter över havet.

## Delavrinningsområde
Angsjön ingår i det delavrinningsområde (638737-137705) som SMHI kallar för Förgrening. Avrinningsområdets medelhöjd är 242 meter över havet och ytan är 64,59 kvadratkilometer. Det finns inga delavrinningsområden uppströms utan avrinningsområdet är högsta punkten. Svanån som avvattnar avrinningsområdet har biflödesordning 3, vilket innebär att vattnet flödar genom totalt 3 vattendrag innan det når havet efter 162 kilometer. Delavrinningsområdet består mestadels av skog (75 procent) och sankmarker (12 procent). Avrinningsområdet har 1,06 kvadratkilometer vattenytor vilket ger avrinningsområdet en sjöprocent på 1,6 procent.

## Galleri

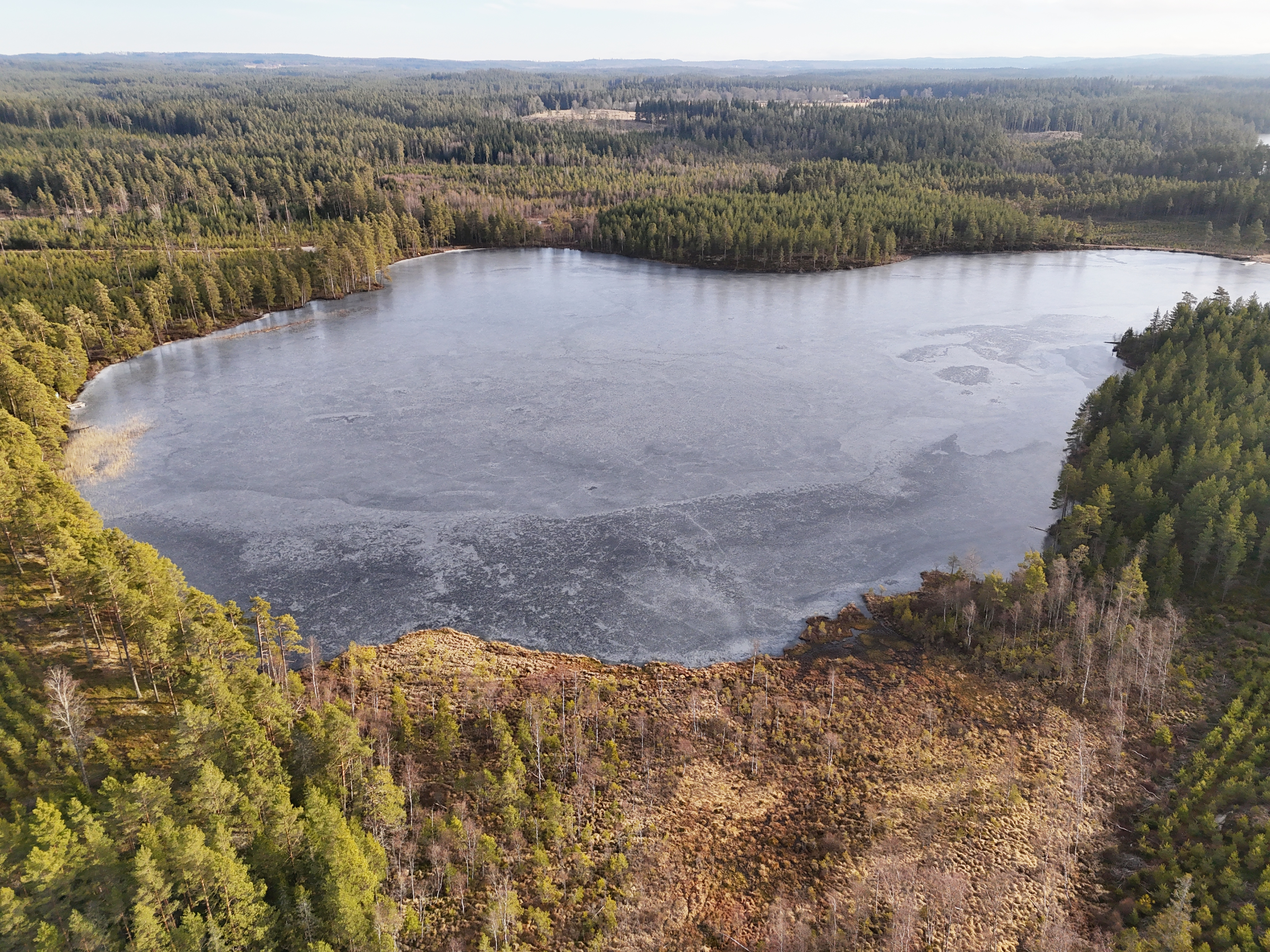
Angsjön belagd med is 1 mars 2025.